# Habitation and Logistics Outpost
Pour les articles homonymes, voir Halo.
Module de la station spatiale Lunar Gateway
Habitation and Logistics Outpost, plus généralement désigné par son acronyme HALO, également baptisée MHM (Minimal Habitation Module), est un des modules de la station spatiale lunaire Lunar Gateway qui doit servir de base pour les missions avec équipage à la surface de la Lune du programme Artemis. HALO est avec ESPRIT et PPE un des trois modules de la station spatiale dans sa configuration initiale. Il sert de module logistique et d'habitation. Il est développé par la société Northrop Grumman en se basant sur le cargo spatial Cygnus. Il doit être placé sur une orbite lunaire NHRO par un lanceur Falcon Heavy en 2025 et sera occupé pour la première fois par l'équipage de la mission Artemis IV.  

## Caractéristiques techniques
De forme cylindrique, le module HALO est long de 6,1 mètres et a un diamètre de 3,07 mètres. Il comporte deux ports d'amarrage radiaux pour permettre l'amarrage du vaisseau Orion transportant l'équipage depuis la Terre et des cargos chargés du ravitaillement et un port d'amarrage dans l'axe destiné à recevoir le module de propulsion de la station ESPRIT. À l'autre extrémité est fixé de manière permanente le module propulsif PPE. HALO est le cœur de la future station spatiale et c'est de ce module que l'ensemble de la station sera piloté. Il dispose d'un système de communications permettant d'échanger avec la Terre et avec les équipements situés à la surface de la Lune. Le module contient également le système de support de vie générant une atmosphère azote/oxygène tout en contrôlant l'humidité et en évacuant le dioxyde de carbone. Le module prend en charge la distribution de l'énergie électrique et des données (via un réseau Ethernet à haut débit) ainsi que la régulation thermique de l'ensemble de la station spatiale. HALO permet à un équipage de 4 personnes de vivre durant 30 jours dans le volume fourni à la fois par le module et le vaisseau Orion. Des interfaces sont prévues pour permettre la fixation du bras télécommandé Canadarm3. Le module peut recevoir des expériences scientifiques et technologiques fixées à l'extérieur et à l'intérieur. Dès son lancement, il est prévu d'équiper le HALO avec les expériences HERMES (développée par la NASA) et ERSA (développée par l'Agence spatiale européenne) qui doivent mesurer le niveau de radiations avant même l'arrivée du premier équipage,,.

## Fabrication
La conception du module HALO est basée sur celle du cargo spatial Cygnus. Comme ce dernier, il est fourni par Northrop Grumman pour un montant de 935 millions US$ après une phase préliminaire d'études d'un montant de 187 millions US$. Dans le cadre de ce contrat, Northrop a également la responsabilité d'assembler HALO avec le module PPE et d'effectuer les tests d'intégration des deux modules. La réalisation de la structure pressurisée est sous-traitée à la filiale italienne de Thales Alenia Space qui réalise déjà celle de Cygnus. Les batteries qui alimentent le module jusqu'au déploiement des panneaux solaires du module PPE sont fournies par l'agence spatiale japonaise. Une filiale espagnole d'Airbus (Airbus Crisa) fournit le système de gestion et de distribution d'énergie (PMAD) du module (contrat de 50 millions US$),,. 

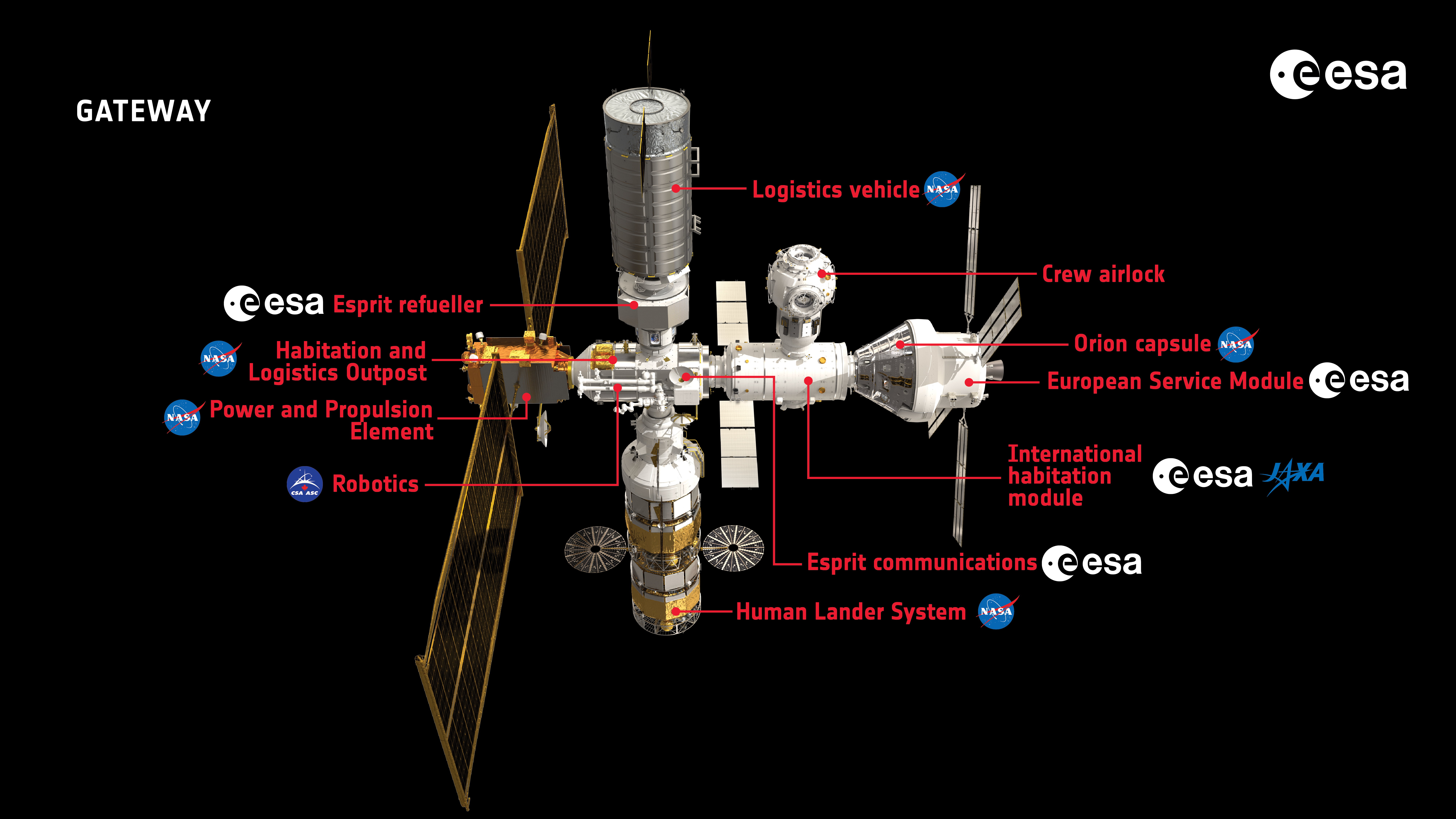
La station spatiale lunaire avec l'ensemble des modules envisagés : PPE, HALO, ESPRIT, iHAB, module sas et bras robotique Canadarm 3. Dans ce schéma, trois vaisseaux sont amarrés à la station : le vaisseau Orion qui assure le transfert de l'équipage entre la Terre et la Lune, le vaisseau HLS (représentation très approximative) qui doit déposer l'équipage à la surface de la Lune et un cargo spatial chargé du ravitaillement de la station spatiale.

## Lancement et utilisation
Le module HALO accouplé au module PPE doit être placé en orbite en 2025 par un lanceur Falcon Heavy puis placé sur une orbite lunaire de type NHRO à l'aide de la propulsion électrique du module PPE. Il sera accouplé en 2028 au module iHAB par l'équipage de la mission Artemis IV qui sera le premier à occuper la station lunaire. 